# Thowheeth Jama'ath nazionale
Il Thowheeth Jama'ath nazionale (NTJ; in arabo: جماعة التوحيد الوطنية; Jamā‘at at-Tawḥīd al-Waṭanīyah, "Organizzazione monoteista nazionale") è un gruppo Jihadista singalese. È accusato di essere implicato negli attentati di Pasqua nello Sri Lanka del 2019.
Il gruppo è nato nel 2016 separandosi dallo Sri Lanka Thowheed Jamath, per promuovere  l'"ideologia del terrorismo islamico".
Il fondatore e uno dei capi, Abdul Razik, è stato arrestato per incitamento al razzismo e atti vandalici contro statue del Buddha.